# Górniczy Klub Sportowy Tychy
O Górniczy Klub Sportowy Tychy, abreviado GKS Tychy, é um clube de futebol polonês, da cidade de Tychy. Suas cores são verde, vermelho e preto.

## Ídolos
- Jerzy Dudek
- Krzysztof Nowak
- Mariusz Zganiacz